# Псевдоподія

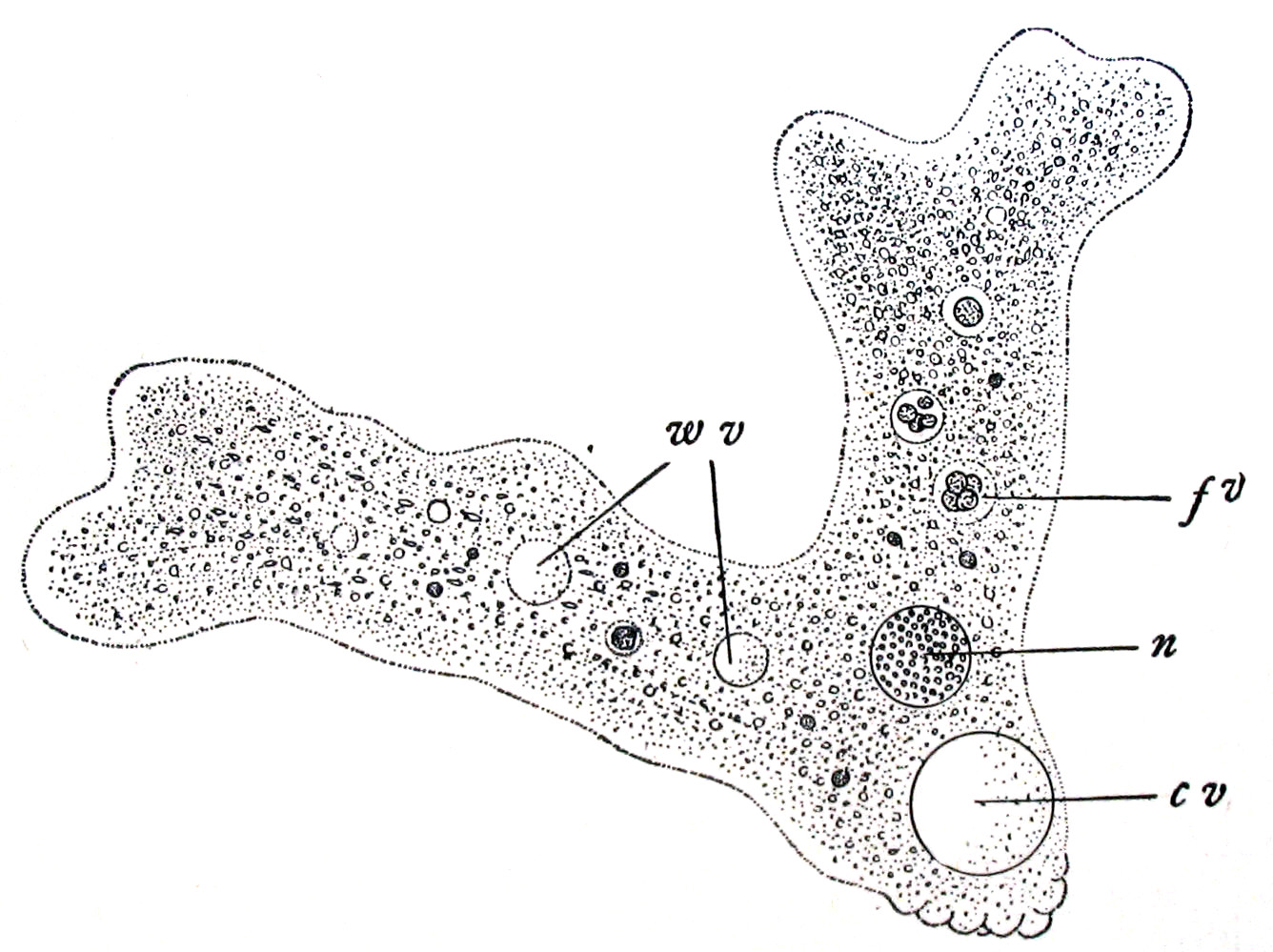
Псевдоподії у амеби

Псевдопо́дія (від псевдо… — «ніби» та грец. πούς, родовий відмінок ποδός − нога), псевдоніжка — тимчасові цитоплазматичні вирости у одноклітинних організмів (корененіжок, деяких джгутикових, споровиків, слизовиків), а також у деяких клітин багатоклітинних організмів (лейкоцитів, макрофагів, яєць губок, кишковопорожнинних, деяких війчастих червів). Слугують для так званого амебоїдного руху та захоплення їжі або сторонніх часточок. У псевдоподіях особливо багато мікротрубочок.
Псевдоподії виникають і втягуються у різноманітних місцях клітини, тому її форма при амебоїдному русі постійно змінюється. Формування псевдоподій пов'язане з локальними змінами поверхневого натягу клітини. При формуванні псевдоподії у амеби спочатку з'являється невеликий виступ ектоплазми (зовнішній прозорий щільний шар цитоплазми). Потім він збільшується та у нього наче вливається частина рідкої ендоплазми (зернистий напіврідкий внутрішній шар цитоплазми). Таким чином утворення псевдоподій − це процес перетворення ектоплазми у ендоплазму.
У амеб псевдоподії лопатеподібні або ниткоподібні; у форамініфер і радіолярій — розгалужені, тонкі, довгі, які зливаються між собою; у променяків псевдоподії містять щільну, пружну осьову нитку (аксоподію), внаслідок чого вони мають пружність та сталу форму. У амебоїдних багатоклітинних повзаючих організмів псевдоподії зазвичай пальцеподібні або лопатеподібні.
Розрізняють декілька видів псевдоподій:
- лобоподія
- філоподія
- ретикулоподія
- аксоподія